# Itschirgu-Boil
Itschirgu-Boil (bulgarisch Ичиргу боил, altgriechisch τοω ητξιργου βοιλαν) oder Tschargobil (bulg. чрьгобыля) war ein hoher mittelalterlicher, bulgarischer Titel. Als Itschirgu-Boil wurde der dritte Mann im bulgarischen Staat, nach dem Khan (später Knjaz und Zar) und dem Kawkhan, bezeichnet.
Der Itschirgu-Boil war in kriegerischen Zeiten der Verwalter der Hauptstadt und Befehlshaber der hauptstädtischen Garnison. In Friedenszeiten übernahm er jedoch auch diplomatische Missionen.

## Herkunft
Laut Professor Weselin Beschewliew stammt itschirgu aus dem Alttürkischen und bedeutet inneren, bzw. internen. Andere wiederum übersetzen es mit dem kaukasischen Wort itschirho (russisch ичирхо), was wiederum Bogenschütze bedeutet.
Im ersten Bulgarischen Reich wurden die Angehörigen der obersten Gesellschaftsschicht bis zur Christianisierung im 9. Jahrhundert Boil, danach und während des Zweiten Bulgarischen Reiches Boljar oder Boljarin genannt. Boljar wie auch Boil waren erbliche Titel (s. Boljaren).
Der Titel geht auf eine Reform des Großbulgarischen Reiches, die von Khan Kubrat im 7. Jahrhundert vollzogen wurde, zurück.